# Sydney-Friedenspreis
Der Sydney-Friedenspreis (auch Sydney Peace Prize) wird von der Sydney Peace Foundation, einer Organisation der Universität Sydney, verliehen. Der Preis ist der einzige internationale Friedenspreis, der in Australien vergeben wird. Die Stadt Sydney zählt hierbei zu den wichtigsten Förderern des Preises.
Jedes Jahr macht sich die siebenköpfige Jury, in der wirtschaftliche, mediale, akademische und soziale Interessen vertreten sind, innerhalb von drei Monaten ein Bild von den Anstrengungen der Nominierten, Frieden durch Gerechtigkeit zu fördern. Die Auszeichnung kann anschließend an eine Organisation oder eine Person vergeben werden.
In der Vergangenheit traf die Jury bereits kontroverse Entscheidungen. Ein Beispiel hierfür ist die Verleihung des Preises an Hanan Aschrawi im Jahr 2003. Aufgrund ihrer Tätigkeit als palästinensische Sprecherin im Nahostkonflikt kam es damals zu Protesten.

## Preisträger
(Quelle:)
- 1998 – Muhammad Yunus, Gründer der Grameen Bank für Bedürftige
- 1999 – Desmond Tutu, früherer Nobelpreisträger
- 2000 – Xanana Gusmão, Dichter und Politiker aus Osttimor
- 2001 – William Deane, früherer Generalgouverneur von Australien
- 2002 – Mary Robinson, frühere Hohe Kommissarin der Vereinten Nationen für Menschenrechte
- 2003 – Hanan Aschrawi, palästinensische Akademikerin und Initiatorin von Kampagnen für die Menschenrechte
- 2004 – Arundhati Roy, indische Schriftstellerin und Friedensaktivistin
- 2005 – Olara Otunnu, ugandischer UN-Untergeneralsekretär für Kinder und bewaffnete Konflikte
- 2006 – Irene Khan, Generalsekretärin von Amnesty International
- 2007 – Hans Blix, früherer Direktor der Waffenkontrollkommission der Vereinten Nationen
- 2008 – Patrick Dodson, Direktor der Lingiari-Stiftung
- 2009 – John Pilger, australischer Journalist, Autor und Filmemacher
- 2010 – Vandana Shiva, indische Wissenschaftlerin und Umweltaktivistin
- 2011 – Noam Chomsky, amerikanischer Linguist und Aktivist
- 2012 – Sekai Holland, Menschenrechtlerin und Senatorin aus Simbabwe
- 2013 – Cynthia Maung, Ärztin aus Myanmar, Gründerin der Mae Tao Clinic
- 2014 – Julian Burnside, australischer Menschenrechtsanwalt
- 2015 – George Gittoes, australischer Künstler und Aktivist
- 2016 – Naomi Klein, kanadische Journalistin und politische Aktivistin
- 2017 – Black Lives Matter, internationale Bewegung
- 2018 – Joseph E. Stiglitz, amerikanischer Wirtschaftswissenschaftler
- 2019 – Tarana Burke, US-amerikanische Menschenrechtsaktivistin und Begründerin von MeToo, und Tracey Spicer[2]

## Goldmedaille für Frieden und Gerechtigkeit
Die Sydney Peace Foundation vergab bisher viermal die Goldmedaille für Frieden und Gerechtigkeit. Preisträger waren Nelson Mandela, der 14. Dalai Lama, Daisaku Ikeda und 2011 Julian Assange.